# Реди, Оливер Джеймс
О́ливер Дже́ймс Ре́ди (англ. Óliver Jámes Rе́ady, род. 17 апреля 1976, Пембери, Великобритания) — британский филолог-славист, русско-английский переводчик.

## Биография
В 1994—1998 годах учился в Вустер-колледже, Оксфордский университет, на программе «Современные языки (итальянский и русский)», в 2000—2001 годах — в Университетском колледже Лондона на программе «Русистика». В 2007 году защитил степень доктора философии в Колледже Вулфсона, Оксфордский университет. Тема работы: «От Алешковского к Галковскому: восхваление глупости в русской прозе с 1960-х годов», руководитель — профессор Катриона Келли.
С 2010 года является научным сотрудником в Колледже Святого Антония, Оксфордский университет. В 2011—2014 годах возглавлял программу «Russkiy Mir».
С 2014 года работает преподавателем русской литературы в Оксфордском университете.

## Переводческая деятельность
Оливер Реди привлёк к себе внимание широкой публики в 2014 году, когда был опубликован его перевод романа Фёдора Достоевского «Преступление и наказание». В рецензии с говорящим названием «Новый перевод „Преступления и наказания“ это шедевр» писатель и критик Эндрю Норман Уилсон пишет: «Иногда, однако, новый перевод действительно позволяет нам увидеть любимый шедевр заново», — вслед за чем утверждает, что перевод Реди лучше классических переводов Констанс Гарнетт и Дэвида Магаршака.
Об опубликованном тогда же, в 2014 году, переводе романа Владимира Шарова «До и во время» члены жюри премии «Read Russia» говорят: «Мастерство — то, чего достиг Оливер Реди в своей передаче „До и во время“ Владимира Шарова»; об опубликованном в 2018 году романе «Репетиции» того же автора критик Кася Бартошинска пишет, вспоминая об успехе Оливера в работе с Достоевским: «Реди стоял за прекрасной новой версией „Преступления и наказания“ Достоевского, и поэтому не удивительно, что этот роман читается так же, как великие метафизические произведения русской литературы XIX века».

### Автор
- Ready O. Persisting in Folly: Russian Writers in Search of Wisdom, 1963–2013. — Peter Lang: Oxford, 2017. — (Russian Transformations: Literature, Culture and Ideas). — ISBN 978-1-78707-401-9.

### Переводчик
- Buida Y. The zero train = Дон Домино / translated by Oliver Ready. — London: Dedalus, 2001. — ISBN 978-1-903517-01-7.
- Buida Y. The Prussian bride = Прусская невеста / translated by Oliver Ready. — London: Dedalus, 2002. — ISBN 978-1-903517-06-2.
- Dostoyevsky F. Crime and punishment = Преступление и наказание / translated by Oliver Ready. — London: Penguin Books, 2014. — ISBN 978-0-14-119280-2.
- Sharov V. Before and During = До и во время / translated by Oliver Ready. — London: Dedalus, 2014. — 348 с. — ISBN 978-1-9076-5071-0.
- Maisky I. The Maisky diaries: the wartime revelations of Stalin's ambassador in London = Дневник дипломата (Лондон, 1934–1943) / edited by Gabriel Gorodetsky, translated by Oliver Ready and Tatiana Sorokina. — London: London Yale University Press, 2016. — 359 с. — ISBN 978-0-300-22170-1.
- Sharov V. The Rehearsals = Репетиции / translated by Oliver Ready. — London: Dedalus, 2018. — 359 с. — ISBN 978-1910213148.
- Gogol N. And the Earth Will Sit on the Moon = Рассказы / translated by Oliver Ready. — London: Pushkin Press, 2019. — 224 с. — ISBN 9781782275152.

## Признание
- 2005 — премия «Rossica Translation Prize[англ.]» за перевод романа «Прусская невеста» (автор Юрий Буйда) на английский язык.
- 2015 — премия «Read Russia English Translation Prize» за перевод романа «До и во время» (автор Владимир Шаров) на английский язык.
- 2016 — короткий лист премии «PEN Translation Prize[англ.]» за перевод романа «Преступление и наказание» (автор Фёдор Достоевский) на английский язык.
- 2018 — премия «Read Russia» за перевод романа «Репетиции» (автор Владимир Шаров) на английский язык.